# La Caixa
La Caixa ou Caixa d'Estalvis i Pensions de Barcelona (Caixa Econômica e de Pensões de Barcelona) é uma instituição financeira com sede em Barcelona, Catalunha, Espanha. Atualmente é a terceira maior instituição financeira espanhola, conta com mais de 30 mil empregados e mais de 12 milhões de clientes. 
A instituição é o resultado de uma fusão em 1990 da Caja de Pensiones para la Vejez y de Ahorros de Cataluña y Baleares fundada em 1904 e a Caja de Ahorros y Monte de Piedad de Barcelona fundada em 1844.
A partir de 6 de Outubro de 2017, o La Caixa passou a ter a sua sede em Valência, em resultado da aguardada declaração unilateral de independência da Catalunha,